# Bandar Lampung
Bandar Lampung este un oraș din Indonezia.